# Harpolithobius tridentatus
Harpolithobius tridentatus är en mångfotingart som beskrevs av Matic 1962. Harpolithobius tridentatus ingår i släktet Harpolithobius och familjen stenkrypare.
Artens utbredningsområde är Rumänien. Inga underarter finns listade i Catalogue of Life.